# 圣米歇尔昂莱尔姆
圣米歇尔昂莱尔姆（法語：Saint-Michel-en-l'Herm，法語發音：[sɛ̃ miʃɛl ɑ̃ lɛʁm]）是法国卢瓦尔河地区大区旺代省的一个市镇，位于该省南部，属于丰特奈勒孔特区。

## 地理
圣米歇尔昂莱尔姆（46°21'16"N, 1°14'55"W）面积54.8 平方千米，位于法国卢瓦尔河地区大区旺代省，该省份为法国西部沿海省份，北起大西洋卢瓦尔省和曼恩-卢瓦尔省，西临大西洋，南至滨海夏朗德省，东部及东南部与德塞夫勒省接壤。
与圣米歇尔昂莱尔姆接壤的市镇（或旧市镇、城区）包括：格吕、圣但尼迪派雷、特里艾兹、莱吉永-拉普雷斯基勒。

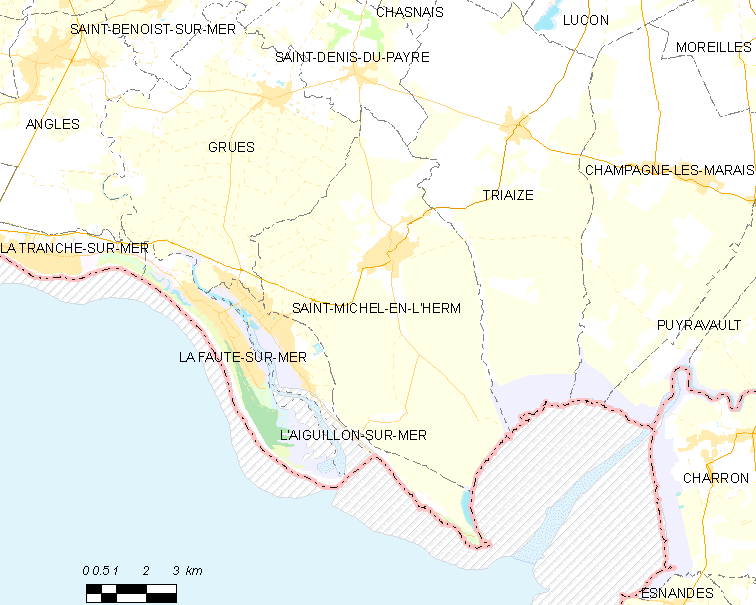
圣米歇尔昂莱尔姆的OSM定位图

圣米歇尔昂莱尔姆的时区为UTC+01:00、UTC+02:00（夏令时）。

## 行政
圣米歇尔昂莱尔姆的邮政编码为85580，INSEE市镇编码为85255。

## 政治
圣米歇尔昂莱尔姆所属的省级选区为吕松县。

## 人口

1962-2008年间圣米歇尔昂莱尔姆人口变化图示

圣米歇尔昂莱尔姆于2022年1月1日时的人口数量为2347人。